# Hiva
Hiva és el nom d'una mítica terra o illa, de la qual haurien provingut els avantpassats dels nadius de l'illa de Pasqua (anomenada Rapa Nui en l'idioma autòcton), segons la seua mitologia. Hiva correspondria a la mítica Hawaiki maori, o el seu equivalent, i a les variants de les tradicions de moltes cultures polinèsiques.

## Candidates
Alguns investigadors creuen que la mítica Hiva correspondria a les Illes Marqueses —arxipèlag format per Hiva Oa, Fatu Hiva i Nuku Hiva, entre altres— i es basen en evidències antropològiques, arqueològiques, biològiques i lingüístiques que relacionarien l'illa de Pasqua amb el centre polinèsic i, en especial, amb les Illes Marqueses.
Altres, però, creuen que correspondria a Rapa Iti. D'altra banda, l'illa Sala i Gómez (en idioma rapanui, Motu Motiro Hiva, 'illot de l'ocell en el camí a Hiva') n'és la més allunyada.

## Llegenda
La tradició rapanui remarca que els antics maori ('savis') havien pronosticat que arribaria un temps en què Hiva s'enfonsaria. Aquest ensorrament de la terra hauria estat predit per Moe Hiva, un dels cinc savis (kohou tohu) que tenia la cort d'Oto Uta, el primer ariki ('rei') —els altres quatre (ariki maahu) n'eren Tuku Maura, Ngerani, Po i Henga, que tenien coneixements del cel, els estels, el sol i la lluna.
L'enfonsament d'Hiva i el viatge dels antics rapanui cercant una nova illa, seguint la ruta dels estels, permeteren a un grup d'investigadors proposar l'illa Rapa Iti com a candidata a ser identificada com Hiva.

### La inundació
Aquesta predicció s'hauria començat a acomplir en temps de Roroi A Tiki Hati, el quart ariki, quan el seu territori a Hiva, anomenat Marae Renga, així com la seua segona residència, Marae Tohia, començaren a ser negats per la mar.
L'evidència arqueològica permet proposar que, al voltant de l'any 1200, Hotu Matu’a i la seua gent isqueren de Rapa Iti cap a Rapa Nui, on originaren la cultura rapanui que hui coneixem.
Les tradicions orals assenyalen que Hiva s'enfonsà; hi ha relats, però, que narren viatges posteriors entre Rapa Nui i Hiva, i això indicaria que l'enfonsament n'hauria estat parcial. S'hi hauria perdut un alt percentatge de les terres de conreu, la qual cosa hauria obligat a emigrar una part de la població. Rapa Iti compleix aquesta condició, ja que el con volcànic de l'illa s'esfondrà i generà la badia d'Ahurei.

### Exploració de noves terres
Així fou com l'ariki Roroi A Tiki Hati decidí enviar els seus tres fills —Nga Tavake, Te Oohiro i Hau— a la recerca de noves terres, però mai no en tornaren.

### Arribada a Rapa Nui
En algunes versions, es diu que arribaren a l'illa de Pasqua, però que un esperit maligne els convertiria en els tres illots que són davant el volcà Rano Kau Motu Nui, Motu Iti i Motu Kao Kao.

### Conflictes socials
En les generacions següents, es construïren canoes per escapar d'Hiva i, més tard, en temps de l'ariki Matu'a, pare d'Hotu Matu'a, va succeir que els Hanau momoko ('orelles curtes'), a causa de la inundació, haurien mogut els seus límits cap al territori dels Hanau eepe ('orelles llargues'), i s'hi produïren enfrontaments que acabaren amb la derrota dels Hanau momoko. En aquesta època, el déu Make-Make s'apareixeria en un somni al savi Hau-Maka perquè aconsellés l'ariki Hotu Matu'a i el seu poble de realitzar el viatge cap a l'illa de Pasqua.